# Mitja Mahorič
Mitja Mahorič (Poetovio, 12 maggio 1976) è un ex ciclista su strada sloveno, professionista dal 2002 al 2011 e tre volte campione nazionale Elite.

## Palmarès
- 2000 (Dilettanti, una vittoria)

4ª tappa Giro di Slovenia (Ribnica > Mangart)
- 2001 (Dilettanti, una vittoria)

Campionati sloveni, Prova a cronometro
- 2003 (Perutnina Ptuj, due vittorie)

Classifica generale Giro di Slovenia
Campionati sloveni, Prova a cronometro
- 2004 (Perutnina Ptuj, due vittorie)

5ª tappa Giro di Slovenia (Lenart > Beljak)
Classifica generale Giro di Slovenia
- 2005 (Perutnina Ptuj, tre vittorie)

Classifica generale Paths of King Nikola
Campionati sloveni, Prova in linea
- 2006 (Perutnina Ptuj, due vittorie)

4ª tappa Paths of King Nikola (Cetinje > Cetinje)
Internationale Raiffeisen Grand Prix
- 2007 (Perutnina Ptuj, tre vittorie)

Classifica generale Paths of King Nikola
3ª tappa Tour du Loir-et-Cher (Château-Renault > Vendôme)
3ª tappa Giro di Croazia (Varaždin > Zagabria)
- 2008 (Perutnina Ptuj, cinque vittorie)

11ª tappa Vuelta a Cuba (Matanzas > San Antonio de los Baños)
1ª tappa Paths of King Nikola (Cetinje > Herceg Novi)
2ª tappa Paths of King Nikola (Herceg Novi > Ulcjni)
Classifica generale Paths of King Nikola
Belgrado-Čačak
- 2009 (Radenska KD Financial Point, una vittoria)

Classifica generale Istrian Spring Trophy

### Altri successi
- 2005 (Perutnina Ptuj)

Cronosquadre Paths of King Nikola (Ulcinj > Bar)
- 2008 (Perutnina Ptuj)

Classifica a punti Paths of King Nikola
Classifica scalatori Paths of King Nikola
Criterium di Šenčurja
- 2011

Classifica a punti Istrian Spring Trophy

## Piazzamenti

### Competizioni mondiali
- Campionati del mondo

Hamilton 2003 - Cronometro Elite: 41º
Madrid 2005 - In linea Elite: 131º